# 梁焯
梁焯（1483年—1528年），字日孚，号象峰，祖籍广东广州府香山县，祖父时迁居南海县佛山镇，明朝政治人物。

## 生平
成化十八年（1482年）十二月十二日生于佛山。正德八年（1513年）癸酉科广东乡试举人，九年（1514年）甲戌科进士。吏部观政，因父梁宗达去世，归里守丧。服阙，十二年（1517年）起为礼部主客司主事，升兵部职方司员外郎，嘉靖七年（1528年）卒。